# Šerkovice
Šerkovice är en ort i Tjeckien.   Den ligger i regionen Södra Mähren, i den östra delen av landet, 160 km sydost om huvudstaden Prag. Šerkovice ligger 304 meter över havet och antalet invånare är 202.
Terrängen runt Šerkovice är huvudsakligen kuperad, men österut är den platt. Šerkovice ligger nere i en dal.Runt Šerkovice är det tätbefolkat, med 331 invånare per kvadratkilometer. Närmaste större samhälle är Blansko, 15,7 km öster om Šerkovice. Omgivningarna runt Šerkovice är en mosaik av jordbruksmark och naturlig växtlighet.